# Phyllopsora intermediella
Phyllopsora intermediella är en lavart som först beskrevs av William Nylander och som fick sitt nu gällande namn av Alexander Zahlbruckner. 
Phyllopsora intermediella ingår i släktet Phyllopsora och familjen Ramalinaceae. Inga underarter finns listade i Catalogue of Life.